# Mame N'Diaye
Mamadou N'Diaye (Thiès, 30 dicembre 1986) è un ex calciatore senegalese, di ruolo centrocampista o attaccante.

## Carriera
Cresciuto nel Olympique Marsiglia, nella stagione 2005-2006 è stato più volte convocato in prima squadra. Il debutto in prima squadra è avvenuto il 3 agosto 2005, in Olympique Marsiglia-Lazio (3-0), gara di ritorno delle semifinali di Coppa Intertoto 2005. In campionato, invece, ha debuttato il 5 marzo 2006, disputando da titolare l'incontro PSG-Olympique Marsiglia (0-0). Dopo una stagione e mezza in squadra riserve, l'11 gennaio 2008 è stato ceduto in prestito secco al FC Libourne. Con il club girondino ha totalizzato 16 presenze in campionato. Al termine della stagione è passato a titolo definitivo al Boulogne. Ha militato nel club rossonero per due stagioni, totalizzando 22 presenze e una rete in campionato. Al termine della stagione 2009-2010 è rimasto svincolato. Nel 2011 è stato ingaggiato dall'Aviron Bayonnais. Con il club biancoceleste, tuttavia, non ha disputato alcun incontro in prima squadra ed ha giocato solamente nella squadra riserve. Nella stagione successiva è passato all'Amiens. Dopo una stagione in cui ha totalizzato 15 presenze e due reti in campionato, nel 2013 è passato al Beauvais. Dopo due stagioni e 50 presenze in campionato, nel 2015 è rimasto svincolato. Nel 2016 è stato ingaggiato dal Roye-Noyon. Nella stagione successiva ha giocato nel Breteuil.

## Statistiche

### Presenze e reti nei club
| Stagione                   | Squadra                    | Campionato                 | Campionato | Campionato | Coppe nazionali | Coppe nazionali | Coppe nazionali | Coppe continentali | Coppe continentali | Coppe continentali | Altre coppe | Altre coppe | Altre coppe | Totale | Totale |
| Stagione                   | Squadra                    | Comp                       | Pres       | Reti       | Comp            | Pres            | Reti            | Comp               | Pres               | Reti               | Comp        | Pres        | Reti        | Pres   | Reti   |
| -------------------------- | -------------------------- | -------------------------- | ---------- | ---------- | --------------- | --------------- | --------------- | ------------------ | ------------------ | ------------------ | ----------- | ----------- | ----------- | ------ | ------ |
| 2005-2006                  | Olympique Marsiglia        | L1                         | 1          | 0          | CF+CDLL         | 1+1             | 0+0             | CI+UEFA            | 1+0                | 0+0                | -           | -           | -           | 4      | 0      |
| 2006-2007                  | Olympique Marsiglia        | L1                         | 0          | 0          | CF+CDLL         | 0+0             | 0+0             | CI+UEFA            | 0+0                | 0+0                | -           | -           | -           | 0      | 0      |
| 2007-gen. 2008             | Olympique Marsiglia        | L1                         | 0          | 0          | CF+CDLL         | 0+0             | 0+0             | UCL+UEFA           | 0+0                | 0+0                | -           | -           | -           | 0      | 0      |
| Totale Olympique Marsiglia | Totale Olympique Marsiglia | Totale Olympique Marsiglia | 1          | 0          |                 | 2               | 0               |                    | 1                  | 0                  |             | -           | -           | 4      | 0      |
| gen.-giu. 2008             | FC Libourne                | L2                         | 16         | 0          | CF+CDLL         | 0+0             | 0+0             | -                  | -                  | -                  | -           | -           | -           | 16     | 0      |
| 2008-2009                  | Boulogne                   | L2                         | 18         | 1          | CF+CDLL         | 2+1             | 0+0             | -                  | -                  | -                  | -           | -           | -           | 21     | 1      |
| 2009-2010                  | Boulogne                   | L1                         | 4          | 0          | CF+CDLL         | 0+1             | 0+0             | -                  | -                  | -                  | -           | -           | -           | 5      | 0      |
| Totale Boulogne            | Totale Boulogne            | Totale Boulogne            | 22         | 1          |                 | 4               | 0               |                    | -                  | -                  |             | -           | -           | 26     | 1      |
| 2011-2012                  | Aviron Bayonnais           | CN                         | 0          | 0          | CF              | 0               | 0               | -                  | -                  | -                  | -           | -           | -           | 0      | 0      |
| 2012-2013                  | Amiens                     | CN                         | 15         | 2          | CF              | 1               | 0               | -                  | -                  | -                  | -           | -           | -           | 16     | 2      |
| 2013-2014                  | Beauvais                   | CN                         | 20         | 0          | CF              | 1               | 0               | -                  | -                  | -                  | -           | -           | -           | 21     | 0      |
| 2014-2015                  | Beauvais                   | CN                         | 30         | 0          | CF              | 1               | 0               | -                  | -                  | -                  | -           | -           | -           | 31     | 0      |
| Totale Beauvais            | Totale Beauvais            | Totale Beauvais            | 50         | 0          |                 | 2               | 0               |                    | -                  | -                  |             | -           | -           | 52     | 0      |
| 2016-2017                  | Roye-Noyon                 | CN2                        | 13         | 0          | CF              | 1               | 0               | -                  | -                  | -                  | -           | -           | -           | 14     | 0      |
| 2017-2018                  | Breteuil                   | D5                         | ?          | ?          | CF              | 0               | 0               | -                  | -                  | -                  | -           | -           | -           | 0+     | 0+     |
| Totale carriera            | Totale carriera            | Totale carriera            | 117+       | 3+         |                 | 10              | 0               |                    | 1                  | 0                  |             | -           | -           | 128+   | 3+     |